# Хавран (ільче)
Хавран (тур. Havran) — ільче (округ) у складі ілу Баликесір на заході Туреччини. Адміністративний центр — місто Хавран.

## Склад
До складу ільче (округу) входить 1 буджак (район) та 28 населених пунктів (2 міста та 26 сіл):

### Найбільші населені пункти
| №  | Населений пункт | Населення, осіб (2010) |
| -- | --------------- | ---------------------- |
| 1  | Хавран          | 10 766                 |
| 2  | Бюйюкдере       | 2 020                  |
| 3  | Чамдібі         | 1 627                  |
| 4  | Коджасеїт       | 1 534                  |
| 5  | Темашалик       | 1 147                  |
| 6  | Кючюкдере       | 910                    |
| 7  | Фазлиджа        | 909                    |
| 8  | Халлачлар       | 901                    |
| 9  | Калабак         | 873                    |
| 10 | Кобаклар        | 864                    |